# Cantone di Montret
Il Cantone di Montret era una divisione amministrativa dell'arrondissement di Louhans.
È stato soppresso a seguito della riforma complessiva dei cantoni del 2014, che è entrata in vigore con le elezioni dipartimentali del 2015.
Comprendeva i comuni di:
- La Frette
- Juif
- Montret
- Saint-André-en-Bresse
- Saint-Étienne-en-Bresse
- Saint-Vincent-en-Bresse
- Savigny-sur-Seille
- Simard
- Vérissey